# Raúl Vicente Amarilla
Raúl Vicente Amarilla, född 29 juli 1960 i Luque, Paraguay, är en paraguaysk före detta fotbollsspelare (anfallare) som bland annat var med och vann La Liga med FC Barcelona säsongen 1984-1985 och förstaligan i Paraguay med Club Olimpia säsongerna 1988 och 1993.